# Karl-Heinz Metzner
Karl-Heinz „Gala“ Metzner (* 9. Januar 1923 in Kassel; † 25. Oktober 1994 ebenda) war ein deutscher Fußballspieler, der in den 1950er Jahren für den KSV Hessen Kassel spielte und zwei Mal für die deutsche Fußballnationalmannschaft zum Einsatz kam.

## Laufbahn

### Vereine

#### Jugend, SG Kirchditmold, VfL Kassel, bis 1949
Metzner begann als Schüler mit dem Fußballspielen beim Kirchditmolder Stadtteilverein TuSpo 86/09 Kassel, der nach Kriegsende SG Kirchditmold und ab 1947 VfL Kassel hieß. In den Kriegsjahren war er zeitweise als Gastspieler für Borussia Fulda aktiv. Fulda nahm 1944 als Gaumeister von Kurhessen an der Endrunde um die deutsche Meisterschaft teil. Am 7. Mai 1944 setzte sich aber der Titelverteidiger Dresdner SC überlegen mit 9:2 Toren in Fulda durch. Metzner stand als linker Außenläufer auf dem Platz. Als Mittelstürmer agierte bei Fulda der Nationalstürmer Ludwig Gärtner, und Helmut Schön erzielte für den DSC alleine sieben Treffer.
Nach der durch das Kriegsende bedingten Auflösung lebte der Verein zunächst unter dem Namen SG Kirchditmold fort. Lokale Talente wie Metzner, Henner Gibhardt, Hermann Gröll, Erich und Fritz Trott sorgten dafür, dass die Mannschaft unter diesem Namen schnell in die oberen Klassen aufstieg. Nach einem torreichen Duell (6:6, 6:3) gegen die TSG Wilhelmshöhe für die Kurhessenliga – nach Kriegsende die zweithöchste Spielklasse unterhalb der Fußball-Oberliga Süd – qualifiziert, schlossen die Schwarz-Weißen schon bald zur regionalen Spitze auf. Nach dem Zusammenschluss mit dem vormaligen Spielverein 06 zum VfL Kassel belegte man am Ende der Runde 1947/48 immerhin Platz 6. Im Anschluss daran kam es aber bereits wieder zur Trennung, woraufhin zwei Entscheidungsspiele über den Platz in der Landesliga entscheiden mussten. Dieses Duell entschied der VfL zwar knapp für sich (1:0, 0:0), musste aber schon im Jahr darauf absteigen, woraufhin Metzner 1949 zum KSV Hessen wechselte.

#### Hessen Kassel, 1949 bis 1961
In der ersten Saison, 1949/50, belegte Hessen Kassel mit dem neuen Mittelfelddirigenten „Gala“ Metzner in der Landesliga Hessen hinter dem SV Darmstadt 98 und Viktoria Aschaffenburg den dritten Rang und war damit zur Runde 1950/51 für den neu gebildeten Unterbau der Oberliga Süd, der 2. Liga Süd, qualifiziert. Mit dem Sprung in die 2. Liga war auch ein personeller Umbruch verbunden: zu der vom Alt-Internationalen „Heini“ Weber geführten Fußballabteilung stießen eine Reihe von lokalen Nachwuchstalenten, die in den folgenden Jahren das Gesicht der Mannschaft prägten. Nach einem vierten und dritten Rang in den Jahren 1951 und 1952 kam zur Saison 1952/53 mit dem ehemaligen Schalker Rudolf Gellesch ein renommierter Trainer, unter dem es nach fünf vergeblichen Anläufen auch endlich zum Aufstieg reichen sollte: Die „Löwen“ wurden Vizemeister der 2. Liga Süd und stiegen gemeinsam mit Jahn Regensburg in die Oberliga auf. Einer der herausragenden Spieler der Rot-Weißen war in dieser Spielzeit „Gala“ Metzner, der alle 34 Ligaspiele an der Seite von Karl Hutfles, Toni Hellwig, Karl Schmidt und Alfred Hosung bestritten hatte. Unter Bundestrainer Sepp Herberger debütierte der Kasseler Publikumsliebling am Ende der Hinrunde, am 28. Dezember 1952, sogar in der deutschen Nationalmannschaft.
Das Heimspieldebüt in der Oberligarunde 1953/54, am 23. August 1953 gegen Viktoria Aschaffenburg, verpasste der technisch versierte Spielmacher zwar wegen einer Verletzung, aber der Kasseler Fußball erlebte eine Blütezeit. Die 1:5-Heimniederlage am 18. Oktober gegen den VfB Stuttgart verfolgten 30.000 Zuschauer im Auestadion. Auch im Nachholspiel am 13. Dezember gegen den 1. FC Nürnberg (2:2) waren 30.000 Zuschauer vor Ort, ebenfalls am 17. Januar 1954 beim 1:0-Erfolg gegen Eintracht Frankfurt, ehe im letzten Heimspiel, am 21. März 1954 gegen Mitaufsteiger Jahn Regensburg, sogar 32.000 Zuschauer den 5:1-Sieg mit drei Toren von Günter Siebert und je einem Treffer von Franz Dinger und Dirigent Metzner im Auestadion verfolgten. Metzner absolvierte 28 Rundenspiele, erzielte dabei fünf Tore, und der Oberliganeuling aus Kassel schaffte mit dem 13. Tabellenrang den Klassenerhalt.
Obwohl die Mannschaft in der Oberliga gegen den Abstieg kämpfte, verzeichnete der KSV mit durchschnittlich 19.200 Besuchern im gerade erst fertiggestellten Auestadion einen der deutschlandweit höchsten Zuschauerdurchschnitte. Aber schon im zweiten Oberligajahr folgte für die „Löwen“ der Abstieg. Bereits im Spätherbst hatte man nach acht Niederlagen in Folge den Anschluss verloren – nach der Hinrunde wies der KSV ein Punktekonto von 8:22 Zählern auf und hatte damit die „Rote Laterne“ inne – und musste schließlich am Saisonende als Vorletzter gemeinsam mit dem FC Bayern München den Gang in die Zweitklassigkeit antreten. Am 1. Mai 1955 verfolgten nur noch 3000 Zuschauer ein 1:1 gegen Schwaben Augsburg das für lange Zeit letzte Oberligaspiel im Auestadion. Metzner hatte nur in einem Rundenspiel pausiert. Zu seinem populären Beinamen „Gala“ kam Metzner in jener Zeit, als seine Spiele „Gala“-Vorstellungen wurden.
Der Ex-Nationalspieler blieb Kassel auch in der 2. Liga treu und lief dort noch sechs Runden, bis einschließlich der Saison 1960/61, für den KSV auf. Nachdem der direkte Wiederaufstieg verpasst wurde, rutschten die Löwen ins Mittelfeld der 2. Liga Süd ab. In der Saison 1957/58 konnten die Hessen nur dank vier Siegen zum Saisonende den Absturz ins Amateurlager verhindern. Nachdem zur Runde 1960/61 der Wiener Willibald Hahn das Training übernommen hatte und auf Anhieb den vierten Rang belegt hatte, kehrte der KSV Hessen wieder in die Erfolgsspur zurück. Für „Gala“ Metzner war jedoch mit dem Freundschaftsspiel am 5. August 1961 gegen Radnički Belgrad (2:2) nach 365 Ligaspielen – insgesamt werden für ihn 620 Spiele notiert – die aktive Spielerlaufbahn zu Ende. Der Außenläufer und Halbstürmer ist damit bis heute Rekordspieler des Vereins.
Abschied vom Fußball nahm er indes nicht: In der Amateurmannschaft und bei den „Alten Herren“ spielte Metzner noch viele Jahre und betreute neben seiner alten Liebe, dem VfL, auch die „Stavo-Kicker“ als Trainer und Ratgeber.

### Auswahlmannschaften
Bereits vom 17. bis zum 21. März 1941 nahm Metzner als 18-Jähriger in Berlin an einem Nachwuchslehrgang von Reichstrainer Sepp Herberger der deutschen Nationalmannschaft teil. Aufgrund der Umstände des Zweiten Weltkriegs kam er jedoch noch nicht zum Einsatz in der Nationalelf, nicht zuletzt, weil der Länderspielbetrieb von 1943 bis 1950 ruhte.
Im Zweiten Weltkrieg erlitt Metzner im Fronteinsatz eine Handverletzung, die ihn ein Leben lang behinderte. Als er mit dem KSV Hessen Kassel in der Saison 1952/53 in der II. Division Süd um den Aufstieg spielte, brachte er sich als erfahrener Mann mit Spielmacherqualitäten, feiner Technik und herausragendem Passspiel wieder bei Bundestrainer Herberger in Erinnerung. Am 23. November 1952 war er im Testspiel einer DFB-Auswahl gegen das Saarland in Homburg/Saar als linker Außenläufer dabei. Er überzeugte Herberger und gehörte als Ersatzspieler zum Länderspielaufgebot am 21. Dezember in Ludwigshafen gegen Jugoslawien. Acht Tage später, am 28. Dezember 1952, zwölf Tage vor seinem 30. Geburtstag, bestritt Metzner sein erstes Länderspiel beim 2:2 in Madrid gegen Spanien; er wurde in der 27. Minute für den verletzten Ottmar Walter eingewechselt, und im Tausch rückte Fritz Walter auf die Mittelstürmerposition und der Debütant in die Rolle des linken Halbstürmers. Im Mai und Juni 1953 nahm er an Sichtungsspielen der DFB-Auswahl gegen die Bolton Wanderers und die Stadtelf Berlin teil. Seinen zweiten offiziellen DFB-Einsatz hatte er am 14. Juni 1953 in der B-Länderelf, als in Düsseldorf ein 5:2-Erfolg gegen Spanien glückte. Dabei debütierten in der B-Elf auch Ulrich Biesinger, Herbert Erhardt, Paul Mebus und Hans Schäfer. Metzners zweiter Einsatz in der A-Nationalmannschaft folgte am 11. Oktober 1953 beim 3:0-Sieg in der WM-Qualifikation gegen das Saarland. Er bildete dabei mit Helmut Rahn, Max Morlock, Horst Schade und Hans Schäfer den Angriff der deutschen Elf. In der B-Länderelf konnte er sich vor der Weltmeisterschaft nochmals in einem Länderspiel am 24. April 1954 in Offenburg gegen die Schweiz bewähren. Nach dem abschließenden WM-Lehrgang im Mai/Juni in München-Grünwald gehörte er bei der Weltmeisterschaft 1954 in der Schweiz dem Kader des Weltmeisters Deutschland an, kam jedoch nicht zum Einsatz. Nach dem WM-Turnier gehörte er in den zwei Länderspielen am 26. September in Brüssel gegen Belgien und am 16. Oktober 1954 in Hannover gegen Frankreich dem Länderspielkader an, kam aber nicht zum Einsatz und beendete danach seine internationale Karriere.

## Neben dem Sportplatz

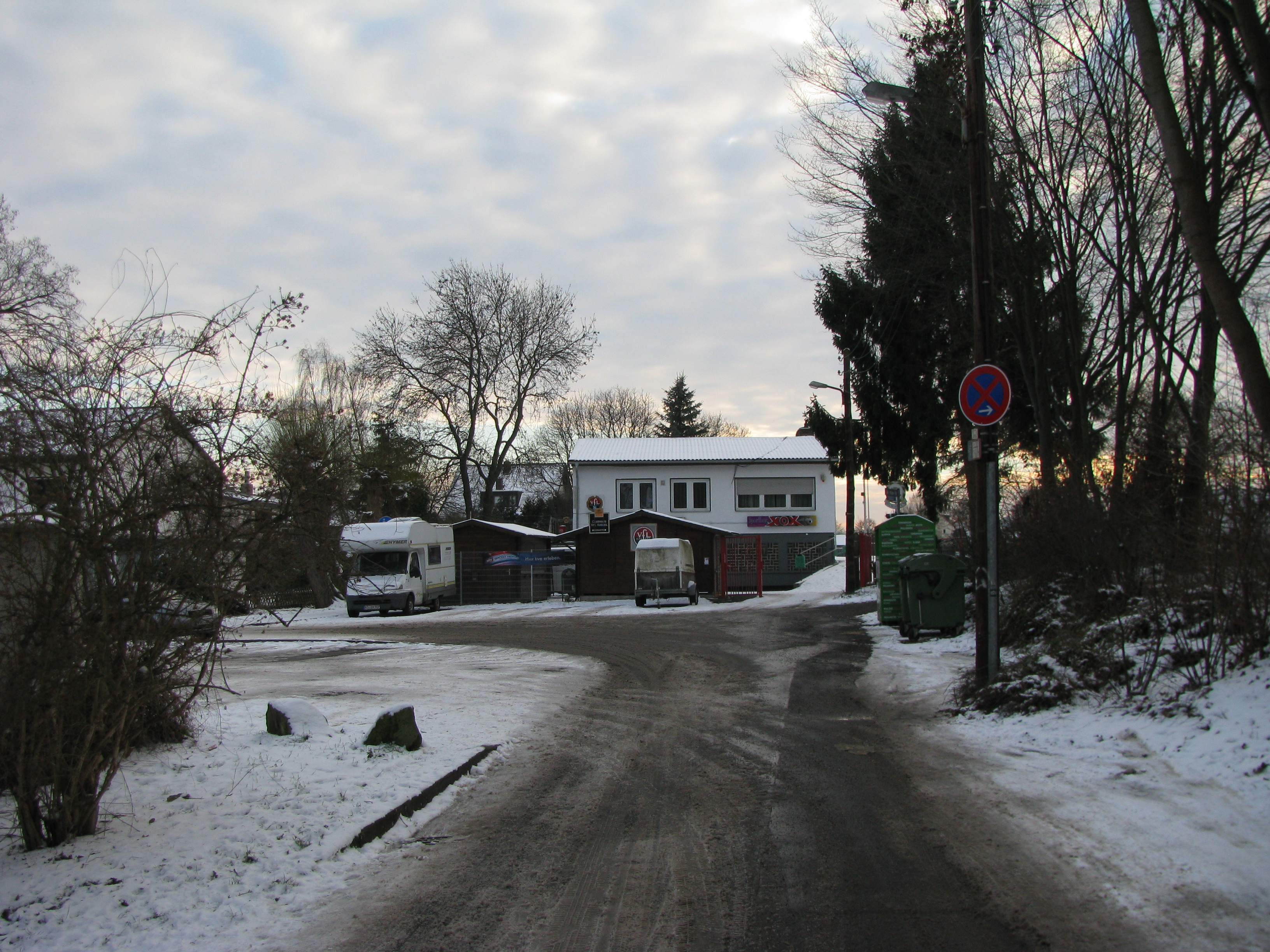
Der Gala-Metzner-Platz in Kirchditmold im Winter

Der zeitlebens in Kirchditmold wohnhafte Metzner war beruflich als Technischer Zeichner bei der Bundesbahn angestellt. Seit 2004 ist in Kassel ein Platz nach ihm benannt, der Gala-Metzner-Platz im Stadtteil Kirchditmold nahe dem Sportplatz und dem Vereinshaus seines ehemaligen Vereins VfL Kassel.

## Auszeichnungen
- Silbernes Lorbeerblatt, 1954
- Silberne Ehrenplakette der Stadt München, 1954
- Goldene Ehrennadel des DFB, 1955
- Ehrenring von Hessen Kassel
- Goldene Sportplakette der Stadt Kassel, 1994